# Treball (economia)
El treball és l'activitat feta amb esforç per produir béns i que té com a objectiu la supervivència i el progrés, tant de l'individu que l'exerceix com de cada Estat o societat on es produeix. El treball pot ser manual o intel·lectual i el seu resultat es contraposa al que es rep com a regal no merescut. Forma part de l'Economia en satisfer necessitats de l'ésser humà i de la societat on habita, directament o indirectament. Habitualment, el treball comporta molèstia, fatiga i tal vegada penalitats i és objecte d’estudi en les ciències econòmiques, en les polítiques, en les socials i jurídiques, principalment.

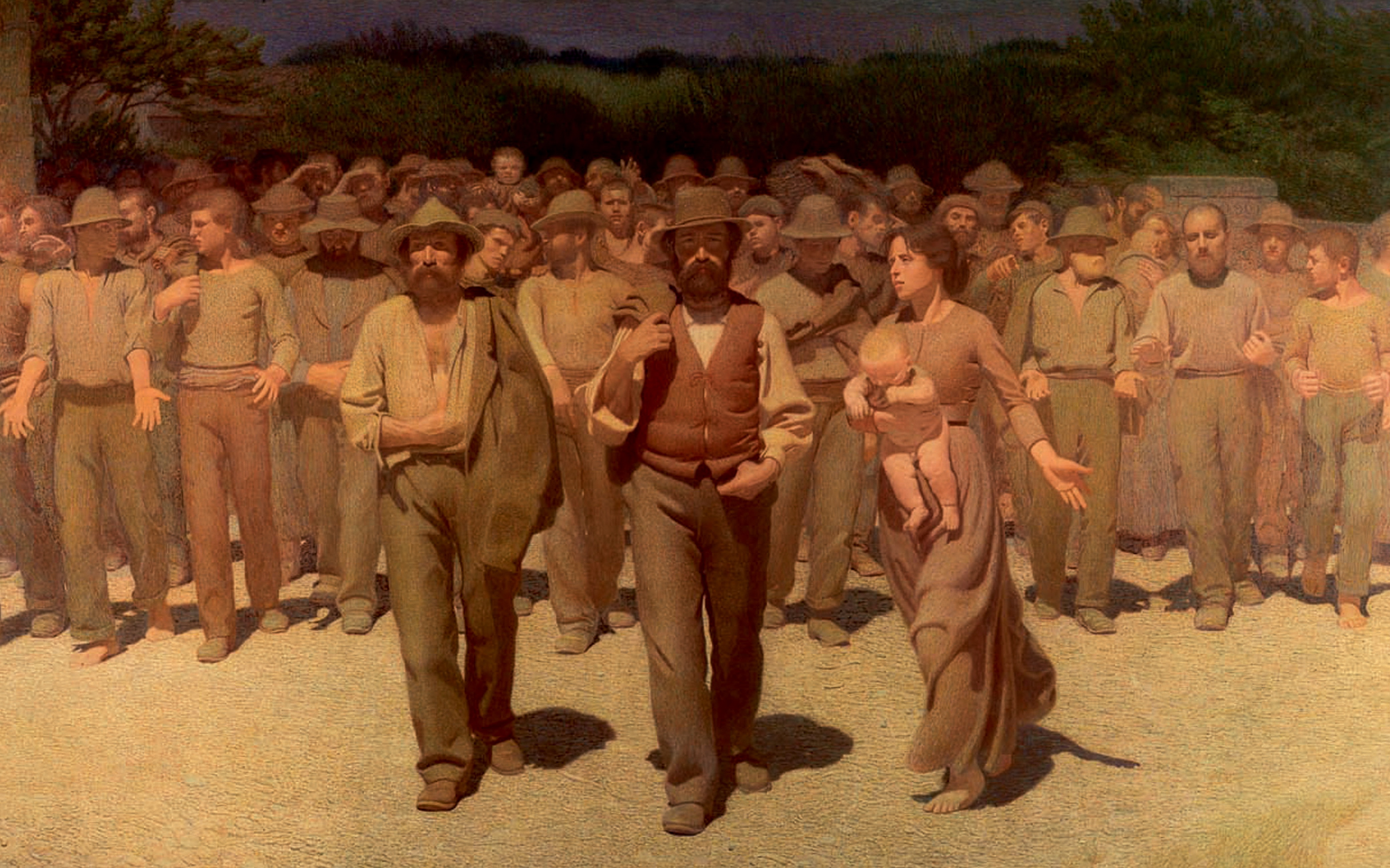
El 'Quart Estat'. Pintura de Giuseppe Pellizza. 1868-1907

## Etimologia
El mot treball prové del llatí trǐpalǐare, de trǐpalǐum, instrument de tortura de tres pals que s'utilitzava per a infligir dolor i sofriment. Hi ha altres mots amb significats semblants, però amb algunes càrregues significatives diferents com per exemple: labor, obra, tasca, ocupació, quefer, feina, taleia, producció, entre d'altres. Les fonts etimològiques són diferents en l'origen de cada mot; el mot treball es pot referir a una obra, un producte, mentre que labor no s'hi refereix. Per Hannah Arendt, la labor és l'activitat que els humans fan per alimentar-se i subsistir, com fan els altres éssers vius, mentre que el treball proporciona riquesa, poder i progrés però comportant danys a la natura.
El resultat final del treball pot ser un producte o servei que es vol vendre a un mercat a canvi de diners i la disponibilitat de fer-lo, que Marx va anomenar-ho força de treball. El treball es concreta en diverses formes, a més de quan comporta retribució: el manteniment i millora de la seguretat i la salut individual, el voluntariat i també tot el que hom fa per sentir-se útil i necessari. L'esclavatge era una mostra de poder en la societat; posseir molts esclaus demostrava ser molt poderós.

## Història
En els inicis de la humanitat, el treball tenia l'objectiu de la subsistència individual (la caça, la maternitat, etc.) o la subsistència social (la construcció de defenses contra feres o enemics), la construcció de canals, la dessecació d'aiguamolls, etc. No conservem documents que considerin el treball, amb entitat pròpia.
En la mitologia egípcia hi ha escasses referències al treball, tot i que la construcció de les piràmides a l'Imperi Egipci devien haver-hi considerables aportacions en enginyeria i mà d'obra.
A la mitologia grega només hi ha algunes possibles interpretacions properes a la concepció contemporània que es té del treball, per exemple hi ha el mite de Sísif que va ser castigat a dur a terme una tasca enutjosa, difícil i absurda. També hi ha els treballs d'Hèracles i Teseu, tractats com episodis de lluita. El mite que més s'apropa a la concepció actual del terme és el d'Hefest, amb el perfil que actualment s'entén com d'artesà. Hefest fabricava joieria i armes i quan s'elaborà el mite, se'l presentava amb un aspecte lleig i contrafet, tal com indicava la reputació antiga del treball. Aquesta figuració va canviar progressivament amb la influència de la Reforma protestant, fins a arribar a la glorificació que es produí a la societat occidental al segle xx, amb frases com ‘El treball dignifica’ o ‘Arbeit Macht Frei’ (el treball et fa lliure).
Les connotacions desfavorables des de temps remots del treball van tenir com a conseqüència l'aparició de l'esclavatge, el qual s'ha estès, adoptant diferents formulacions, fins al segle XXI. L'esclavatge es va iniciar en l'àmbit domèstic, en l'etapa històrica coneguda com de caça i recol·lecció. Posteriorment, es va implantar també en tasques de l'agricultura i també en tasques de producció. L'esclavatge, a més de persistir, va evolucionar en servitud, aprenentatge, remissió de penes, sovint amb una connotació d'oprobi, de possessió o domini, ja que posseir esclaus era una mostra de poder social.

### Edat antiga
Els colonitzadors, en l'ocupació de territoris, es constituïen en els seus propietaris i obtenien part dels productes dels qui treballaven la terra en règim d'esclavatge pel seu l'usdefruit i, els sobrants, pel comerç, en la forma que a l'edat mitjana va rebre el nom de feudalisme. Segons R. I. Moore, la major part de la subsistència s'aconseguia per la caça, la cura dels animals de granja i la recol·lecció en els boscos. L'administració establerta per l'Imperi Romà i la formulació del dret romà en regulava els beneficis amb la tributació de forma indirecta sobre el treball: els peatges, interessos per préstecs, delmes i altres càrrecs sobre l'ús de boscos i de pastures, transaccions comercials, obres públiques i altres despeses de l'estat que, en part, revertien en el benefici de la població. L'activitat comercial, iniciada en l'època clàssica amb Alexandre el Gran, va ser de gran volum i extensió geogràfica i va obrir el que posteriorment es va conèixer com a ruta de la seda, amb exportacions de vi, olis i altres productes agraris i la importació d'espècies, teles, pells, i altres productes.

### Edat mitjana
Durant el declivi de l'Imperi Romà, amb les invasions i la gradual assimilació dels pobles invasors originaris del centre i l'est del continent europeu (francs, alans, gots, visigots i altres), fins a la implantació per Carlemany de l'Imperi Carolingi, que posteriorment va esdevenir el Sacre Imperi Romanogermànic, varen establir-se els comtats i els marquesats, amb els seus codis judicials i de domini, a través dels quals obtenien els ingressos per tributacions que entregaven els pagesos, els petits propietaris i els treballadors, sense adscripció a cap feu. El treball se centrava en la producció agrícola i ramadera en conreus de poca extensió que a la península Ibèrica mantenien la subsistència de la pagesia. També la milícia oferia ocupació. Els mots soldat i salari van sorgir de les pagues als mercenaris. Els excedents de producció varen donar peu a l'aparició del comerç com activitat pròpia, amb tasques d'administració, control (censos, impostos) i transport (principalment marítim). Anteriorment s'havia comerciat en la importació d'espècies com ara condiments i teles. El comerç va disminuir de volum durant la dominació musulmana, a causa de la pirateria al Mediterrani. L'artesanat proporcionava l'utillatge per les altres activitats: construcció, tèxtil, milícia, transport, etc. Durant la conquesta i repoblació cristiana de territoris es va mantenir el dret visigot del primer ocupant, com també el de compra, herència i altres transaccions ja reglades al dret romà. En les lluites per conquerir territoris o en els pillatges, també en l'àmbit marítim, un dels objectius era capturar presoners per fer-ne esclaus i, principalment, vendre'ls. Una altra font d'ingressos per a la noblesa eren les compensacions que es pagaven o es rebien per evitar incursions armades de conquesta o pillatge, com eren les anomenades pàries, tasques, etc. Els comtats catalans tenien sistema impositiu sobre les activitats que comportava l'estampació i la posada en circulació de monedes, el manteniment de la milícia, el servei d'obres públiques pel manteniment i millora de fonts i camins, i principalment, sobre les activitats comercials. Els impostos els rebien els comtes, els vicaris, bisbes o abats o els anomenats senyors o qui fos el posseïdor del dret de propietat reconegut per instàncies superiors. L'establiment de Catalunya com nació dins la Corona d'Aragó també va comportar transferències econòmiques i el transport de productes agrícoles aprofitant el riu Ebre i els seus afluents, així com el transport de productes manufacturats en sentit contrari.

#### Feudalisme
Al segle viii, en el territori conegut com a Marca Hispànica, els comtes i marquesos carolingis, en conquerir territori sota domini musulmà, es repartien el territori ocupat en feus on els pobladors quedaven subjectes a la jurisdicció del noble o senyor feudal o de l'Església. Segons Max Weber, aquest empoderament cristià de la jurisdicció local no es produïa en l'àmbit musulmà del Califat. En aquests territoris s'hi construïa un castell o un monestir i es treia profit del territori circumdant. En diluir-se la jurisdicció comtal, de la qual els nobles i senyors n'usufructuaven i n'obtenien els rendiments, i fragmentar-se l'estructura política, els pagesos varen caure en l'explotació sota la jurisdicció del noble o senyor del lloc. Qui va ser l'amo del feu era qui fixava els terminis, les assignacions, els delmes (impost o preu), els privilegis i altres drets consuetudinaris en benefici propi. Del producte del treball, la noblesa i l'Església n'obtenien les rendes per la propietat i els beneficis pel comerç.
El treball tenia el concepte vulgar d'artesania o l'ominós d'esclavitud, fins que el comerç va adquirir la categoria d'activitat específica i vigorosa a l'època del mercantilisme. Els artesans treballaven per a si mateixos, amb ajudants i esclaus, en estructures d'organització jeràrquica, tan àmplies com ho requeria el volum del negoci i ho permetia la jurisdicció, el gremi o l'autoritat competent. L'esclavatge a Catalunya consta registrat a la ciutat de Barcelona fins al segle XV. Amb la millora de les comunicacions, el comerç entès com a treball va començar a tenir el sentit actual, com a valor d'ús i valor d'intercanvi, i es va començar a valorar i a tenir una reputació favorable.

### Edat moderna
El treball va continuar diversificant-se en noves àrees adoptant noves tècniques en el transport, la producció i amb l'extensió del comerç a causa de les exportacions i importacions als inicis del segle xv, amb la consolidació dels estats europeus, el descobriment d'Amèrica i les conquestes colonials amb els freqüents enfrontaments armats. L'ús de l'esclavatge va continuar creixent, també com negoci de venda de presoners, per l'augment les necessitats i de la producció i el transport per satisfer-les, amb el consegüent augment de població i de riquesa.
Entre l'any 1412 (Compromís de Casp) i l'any 1808 (final de la Guerra del Francès), es va desenvolupar la industrialització que es coneix com a Revolució Industrial. Des d'aleshores, es va categoritzar i valorar el treball com una ocupació específicament remunerada, amb una condició superior a la de l'artesanat. La font i el progrés de l'economia és la utilitat resultant de l'ocupació i genera les rendes que obtenen els propietaris (de terres, de flotes, etc.), els salaris que obtenen els treballadors (pastors, pagesos, mariners, operaris, etc.) i els beneficis que obtenen els comerciants, els exportadors, els banquers i els industrials, entre d'altres.
La industrialització va requerir l'ús de l'energia per moure telers, premses i maquinària. La relació comercial d'Espanya amb Cuba va desenvolupar en gran manera el negoci del tèxtil a Catalunya. L'arribada a Catalunya de matèries primeres —llana de Castella i, principalment, cotó— afavoria l'establiment de fàbriques tèxtils. Els fabricants del ram del tèxtil seguiren el model d'aquesta indústria que hi havia a la Gran Bretanya i es varen multiplicar assentaments de fàbriques a les conques dels rius, en el que es coneix com a colònies, per aprofitar l'energia hidràulica per moure la maquinària. Posteriorment, es va usar el nou invent: la màquina de vapor.
Al treball no remunerat no tenia valor en política econòmica. Les tasques de reproducció humana, els treballs domèstics, l'esclavatge, la mà d'obra de subjectes colonitzats o de presidiaris, demostra la relació que existeix entre productivitat, la generació de plusvàlua i la lluita pel poder social. Carles Marx va definir el treball en la seva obra «El capital», publicada l'any 1867, com un dels factors de la producció que, quan era remunerat, es podia comprar i vendre en transaccions, com també es fa amb el capital, també factor de producció. L'obra de Marx va donar peu a la concreció teòrica del sistema econòmic conegut com a capitalisme.

### Edat Contemporània

#### Segles XIX i XX
A la Constitució espanyola publicada l'any 1812 es va declarar que els drets de ciutadania es suspenien als residents en cas no tenir ocupació, ofici o modes de vida conegut, com es pot llegir al Capítol IV, Article 25, paràgraf quart.
A l'inici del segle xix, les jornades eren d'unes quinze hores, inclosos dissabtes i diumenges, i els jornalers no tenien temps per fer altra cosa que treballar. L'atur no va existir formalment fins a l'ordenació i legislació sobre el treball. A Prússia, el president Otto von Bismark va implantar, a finals del XIX, la primera legislació sobre seguretat social incloent la 'pensió de jubilació' assegurant que el temor a perdre -la dissuadís els treballadors d'emprendre revolucions. La primera llei a Espanya sobre condicions de treball, la Llei Benot (ministre de Foment, nomenat per Pi i Margall) de 24 de juliol de 1873, determinava la duració de la jornada laboral màxima de 10 hores pels treballadors i treballadores de deu anys. L'any 1900 es publicà a Espanya una llei sobre la jornada laboral per dones i nens i nenes, que havia de ser d'onze hores com a màxim.

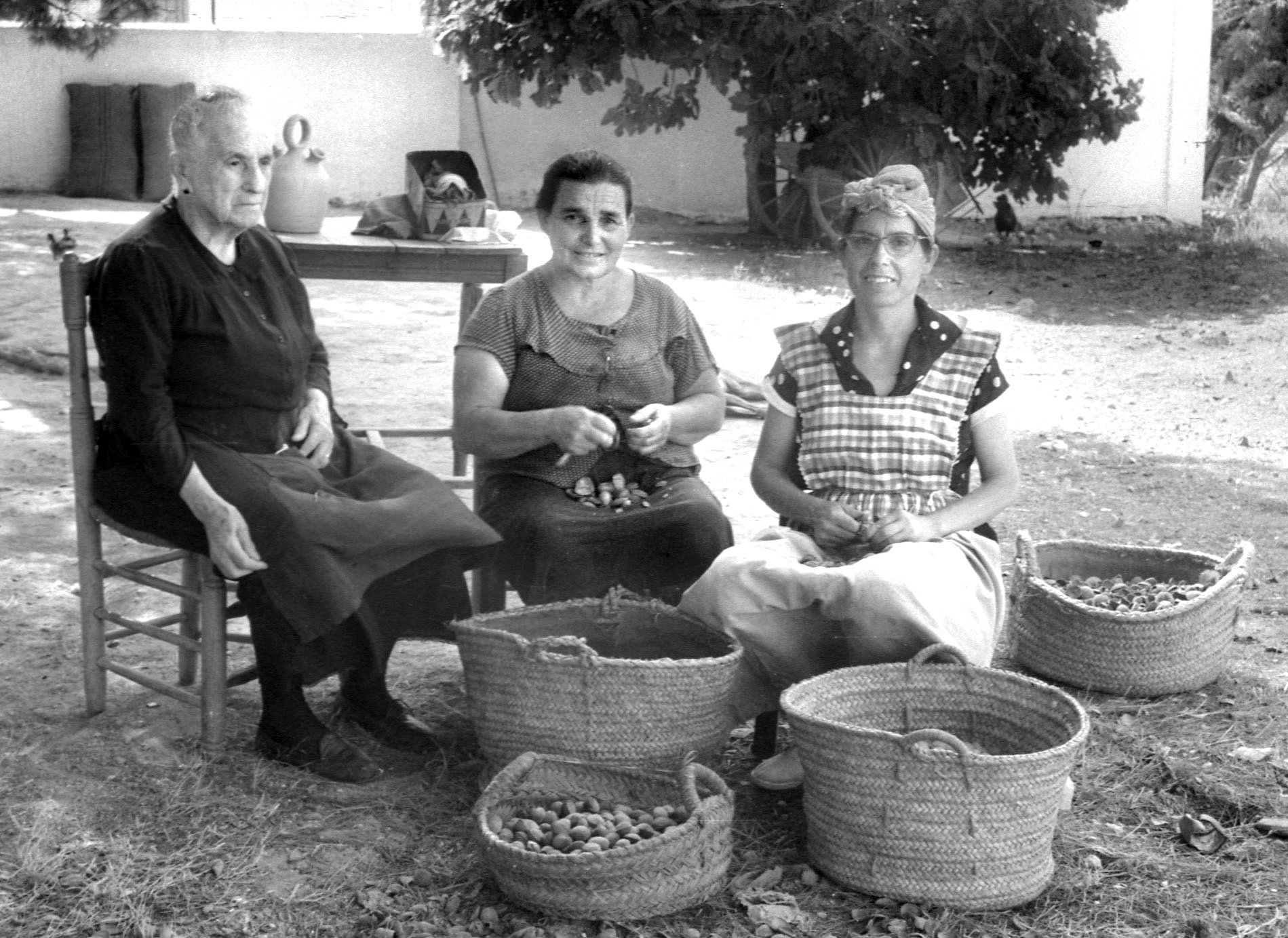
Treballadores de la Ribera Alta, 1959

Amb la Revolució Industrial, els treballadors i treballadores es varen concentrar en fàbriques o colònies, cosa que va facilitar la lluita per millorar les condicions laborals, en molts casos amb gran duresa; vagues i aldarulls, amb enfrontaments sagnants amb policies i exèrcit que reprimien els vaguistes i defensaven l'ordre establert dels propietaris dels béns de producció. Cal destacar la vaga dels obrers dels Estats Units d'Amèrica, l'any 1886 a la ciutat de Chicago i altres ciutats, reclamant la jornada laboral de vuit hores. Aquesta vaga es va fer el dia 1r de maig i es commemora a molts estats com Dia del Treball, integrant-ho en la política social corresponent. A Catalunya cal destacar la primera vaga general obrera el juliol de 1855 que es va estendre per Espanya i que va durar una setmana, reivindicant el dret d'associació. També les vagues promogudes per treballadores del tèxtil al Maresme, Barcelonès i altres comarques els anys 1881 a 1883, reclamant també la jornada laboral de 8 hores i altres millores. Així mateix va ser important la vaga de La Canadenca, les vagues dels tramvies de Barcelona, 1951 i 1957, les de l'empresa d'automòbils SEAT al Baix Llobregat, la de la central tèrmica de Sant Adrià del Besòs.

#### Segle XXI
La presència de nous coneixements i tècniques com la biotecnologia, la intel·ligència artificial i la robòtica modifiquen la pràctica i les polítiques del treball. El principal canvi que estan implicant aquestes eines actualment, i encara més en el futur, radica en la qualificació superior i l'entrenament necessaris per obtenir una ocupació. Les ocupacions manuals o de poc nivell de complexitat són substituïdes per maquinari. Aquestes noves eines acceleren el flux de treball i fan que la participació humana sigui també accelerada. Això comporta incomoditats, molèsties i poden arribar a condicions humanes crítiques en el lloc de treball, fins i tot s'arriba al suïcidi de treballadors que no poden suportar-les. Altres àmbits, com el clima i la salut, també modifiquen l'oferta d'ocupació per fer front al canvi de producció agrícola i per preservar la salut, com en la pandèmia detectada l'any 2019 per la difusió del virus SARS-CoV-2.

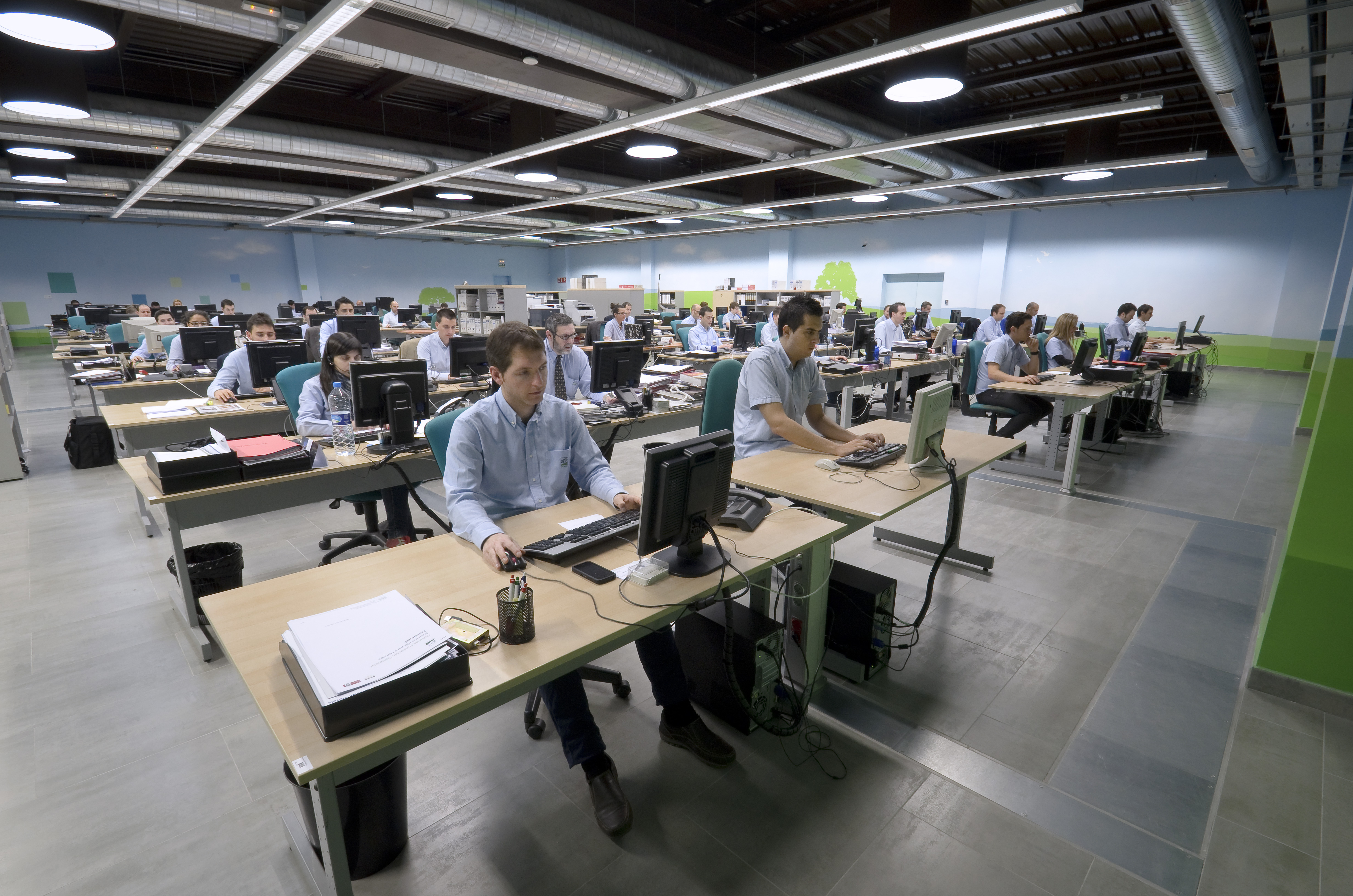
Sala de treball amb ocupació intel·lectual.

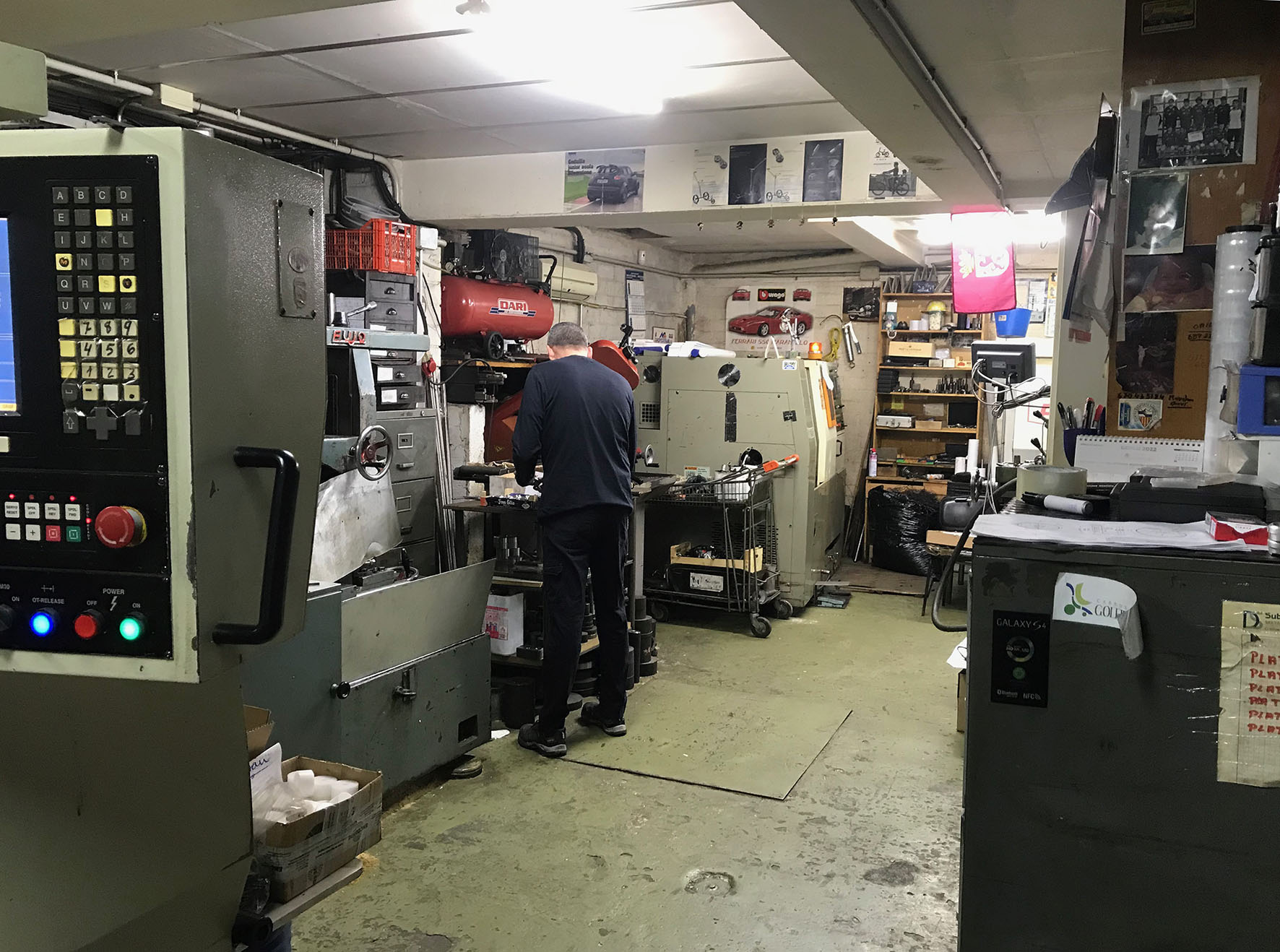
Imatge d'un treballador en un taller amb maquinària i eines.

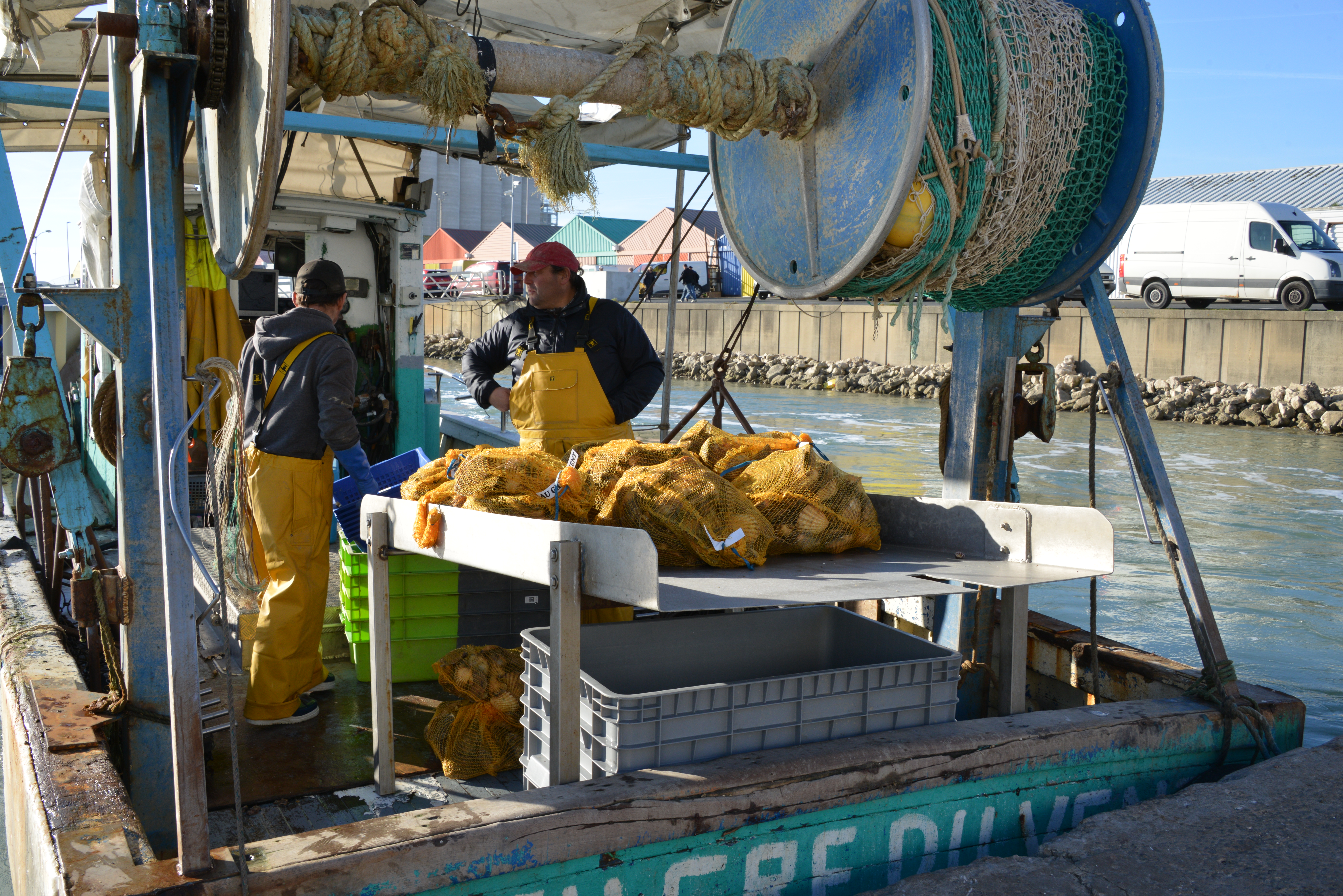
Retorn de la pesca de vieires.

Les noves formes del treball comporten canvis en l'adaptació del sistema econòmic, de la política fiscal, de polítiques de consum i redistribució i al segle XXI no hi ha canvis notoris per implantar un nou model social/econòmic/polític a la previsible nova estructura. Les actuals rendes del treball han creat la necessitat d’uns sistemes de redistribució, com la renda bàsica universal, pensades per pal·liar unes desigualtats creixents.
Els sindicats estan vinculats al territori, però el capital o el comerç no hi estan. Fent ús de treballadors autònoms, l'empresa elimina uns costos fixos dels seus comptes i pot seleccionar els proveïdors externs autònoms segons les tasques que ha de realitzar. El treballador autònom ha de cercar i finançar la seva formació, competeix amb altres autònoms i amb empreses, assumeix els riscos, etc. Els contractes en general són de menys durada i aquesta dinàmica de precarització es coneix com a flexibilització. L'oferta de treballs a persones no augmenta com ho fa la producció de béns, arran de les noves tecnologies (IA, robots, etc.). A conseqüència d'això, l'Estat rep menys contribucions (com també passa als sindicats) i ha de fer front a més subsidis, pensions, etc.
Quan es fa una gran obra, habitualment obra pública, les empreses s'uneixen temporalment (UTE) quan no tenen prou recursos propis. La jerarquia de comandament comporta imbricacions entre l'activitat de treballadors en una mateixa obra, però amb dependència i compensacions salarials diferents.
Hi ha diversos tipus reglamentats d'ocupació en el treball, com els contractes de durada indeterminada o contractes fixos. Independentment de la normativa legal a Espanya, el treball pot comportar contractes per temps indefinit, com el cas dels funcionaris, els empleats amb contracte indefinit o els religiosos. També hi ha subcontractacions com és el cas de les Empreses de Treball Temporal i el de contractes per servei i obra similar a les ETT però per tasques directives amb durada limitada. Quan el treballador subcontractat està classificat dins del Règim de la Seguretat Social de treballador autònom, pot ser independent de qui el contracti. N'és un exemple els professionals i petits empresaris amb treball regular, esportistes o treballadors en arts escèniques, o pot ser autònom dependent, quan sempre el contracta la mateixa empresa. Entre els contractes a temps parcial hi ha els contractes a zero hores per treballs incidentals i de molt curta durada. També hi ha formes d'obtenir mà d'obra gratuïta amb les enquestes sobre satisfacció sobre productes que les empreses obtenen dels mateixos clients o en l'obtenció de dades mitjançant les galetes informàtiques (cookies.) 
Hi ha múltiples classes d'ocupació. Es coneixen com a treballadors pobres les persones amb ingressos d'entre el 30% i el 60% de la mitja salarial del total de la població de l'Estat. També existeix el treball desregulat, conegut comunament com en negre. Aquesta modalitat il·legal és part de l'economia submergida i part del frau fiscal que impedeix els ingressos impositius a l'Estat. També hi ha treballs que no són dins de la regulació estatal, sense salaris ni impostos, com el treball domèstic, el treball voluntari (independent o corporatiu), els treballadors en estat inactiu i els treballadors en atur, etc.
L'augment de pressió econòmica, sistèmica, però també per escassetat, modifica l'establiment de modes de treball que no respecten la dignitat que mereix qualsevol persona treballadora, arribant al sotmetiment indigne: prostitució, el treball mesquí (recollir deixalles dels contenidors, entre altres), el món de les drogues al·lucinògenes, la mendicitat corporativa, l'esclavatge, etc.
La major permanència dels treballadors en el lloc de treball implica major instrucció i també major capacitat d'adaptar al seu treball les noves eines disponibles i la de la futura adaptació als nous dispositius, des dels nivells inferiors en l'escala laboral. Un exemple és l'aparició de vehicles sense conductor, l'operació de drons per supervisar ramats o collites, la impressió 3D, etc.
Segons es pot veure a les dades de l'INE, durant el període de l'any 1993 al 2020, l'ocupació ha augmentat principalment al sector serveis (28,56%), molt per sobre del menor augment (13,36%) de la indústria (sense la construcció).

## El futur del treball
L'acceleració en la implantació dels nous invents i tècniques (bioenginyeria, Intel·ligència Artificial, robots, teletreball) al present segle XXI coincideix amb una variació de la població autòctona (any 2019) del -0,4 ‰ amb un augment de població immigrada del 13,8 ‰. La previsió per la mà d'obra disponible en oferta entra en els contractes temporals, que són circumstancials segons la situació del mercat. També hi ha les prestacions d'ajuda en estudi o en vies d'aplicació: Renda Bàsica Universal i Renda Garantida de Ciutadania, Renda Mínima, Ingrés Mínim Vital, entre d'altres.
Al segle XXI disminueix l'oferta d'ocupació tot i que la producció augmenta amb l'aplicació de les noves tecnologies. Arran d'això els estats reben menys contribucions (com també els passa als sindicats) i s'ha de fer front a més subsidis/pensions. A més, és de preveure una adaptació del món impositiu actual a causa de la implantació de la Renda Bàsiques/Garantides/Mínima/etc. comportant l'impost negatiu sobre la renda als ciutadans declarants.
Segons dades de l'any 2020 del World Economic Forum sobre les ocupacions del futur immediat es preveu un creixement del 40% anual a les tecnologies de la informació i la comunicació (TIC), un creixement del 34% anual les relatives a l'enginyeria i la informàtica al núvol, les comercials (vendes i màrqueting) i de generació de contingut tindran un creixement del 27% anual, un creixement del 23% anual les del desenvolupament de productes i un 14% anual les que versen sobre la cura de les persones i la cultura.
El model de l'actual societat-laboral està canviant a la nova societat postlaboral, amb les condicions de creixement de població en edat laboral en similars proporcions de població autòctona i població immigrada. L'evolució de l'ocupació depèn dels nous instruments i maquinari i també dels resultats de la política de la formació i del creixement o disminució de la població en edat laboral. Les innovacions tècniques en robotització i intel·ligència artificial tenen el propòsit d'augmentar la productivitat i disminuir despeses, generalment en tasques de poca complexitat, fent menys necessari el personal amb poca qualificació. Segons les dades de l'OCDE, com més alta és la qualificació en formació, més alta és la quantitat d'ocupació disponible.
Els treballadors que es queden sense feina, per exemple quan són substituïts per maquinària, en molts casos han de dedicar-se a treballs assistencials, artístics, culturals i altres que no es paguen gaire bé, són intermitents, insegurs i perillosos. Una via per trobar ocupació són les empreses de treball temporal que en poden proporcionar generalment per tasques d'oficialia tècnica i oficialia administrativa. Per tasques de nivell de direcció hi ha empreses de caça de cervells (head-hunters). L'estimació de l'ocupació neta a Espanya pel primer quadrimestre de l'any 2021, segons l'empresa Manpower, és del -1%. Per Catalunya és del -3%. Un exemple de reconversió de les tasques de treballadors desplaçats per maquinària és la teleoperació de robots a més de l'elaboració i perfeccionament dels algoritmes de control dels robots operats a distància, com ja es fa als EUA des de l'any 2012 amb l'ajuda de la tecnologia de comunicació 5G i la informàtica al núvol.
Segons Ulrich Beck, en el model actual de la societat-laboral la futura societat postlaboral hi ha una primera modernitat que comporta pautes col·lectives de vida, la plena ocupació, un estat nacional i assistencial, la naturalesa emmordassada i explotada i una segona modernitat que es caracteritza per la crisi ecològica, endarreriment del treball remunerat, la individualització, la globalització i la revolució sexual. Les societats han de reaccionar simultàniament en tots els plànols indicats: el futur del treball necessita que un dels punts de la primera modernitat es modifiqui solidàriament amb la resta. La tradicionalitat és destruïda, reflexivament i radicalment, sense revolució.
Per exemple, el procés de producció en una fàbrica o en un departament d'una empresa s'acostuma a elaborar per part del responsable (gerent, consell d'administració, cap de recursos humans o de producció). La modernitat reflexiva és un concepte que proposa reinventar el canvi social i productiu juntament amb una manera nova de produir i d'entendre la globalitat, la protecció social i ambiental i l'escassetat de l'ocupació remunerada.

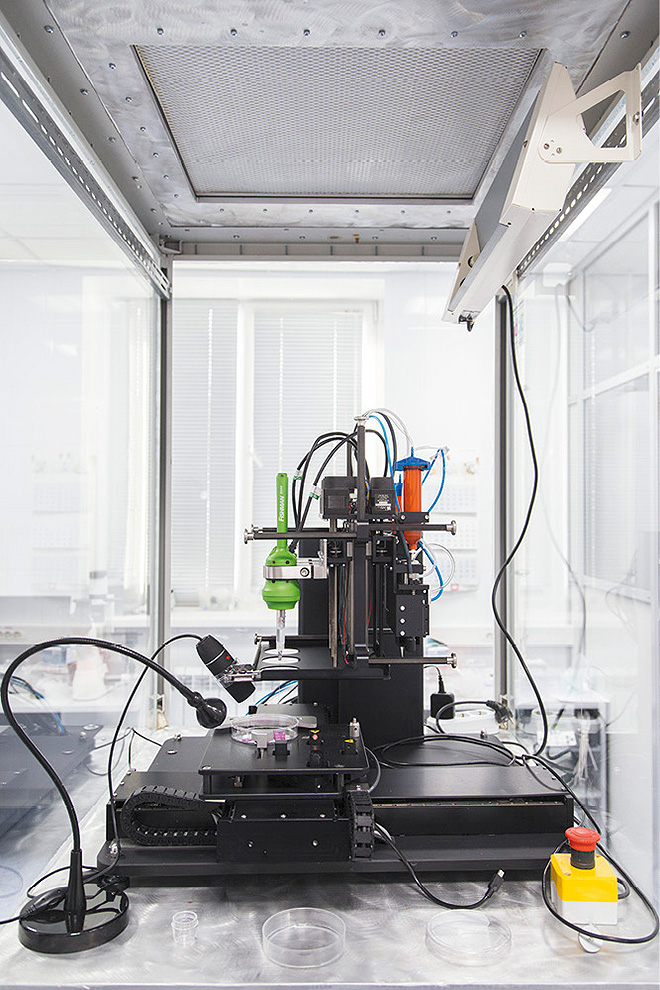
Bioimpressora 3D per teixits bio
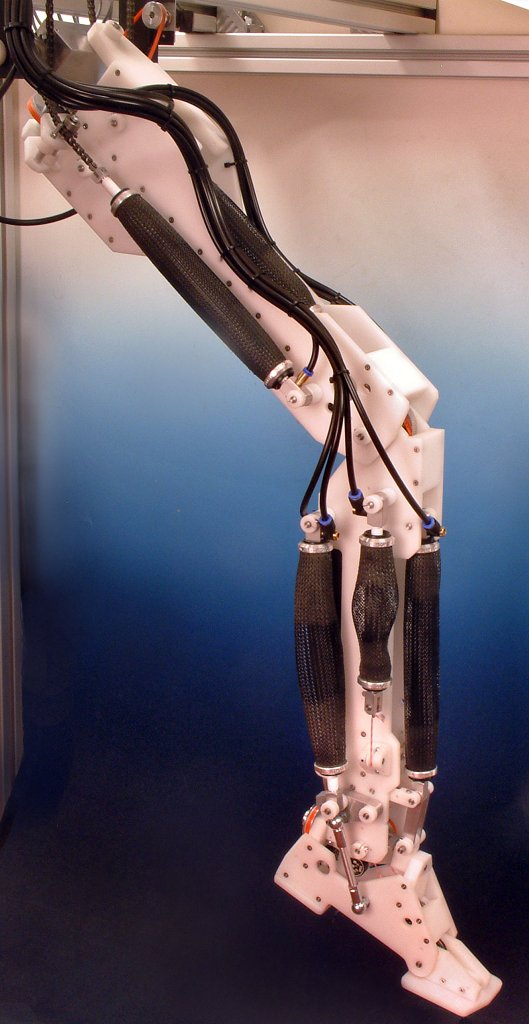
Cama artificial, any 2005
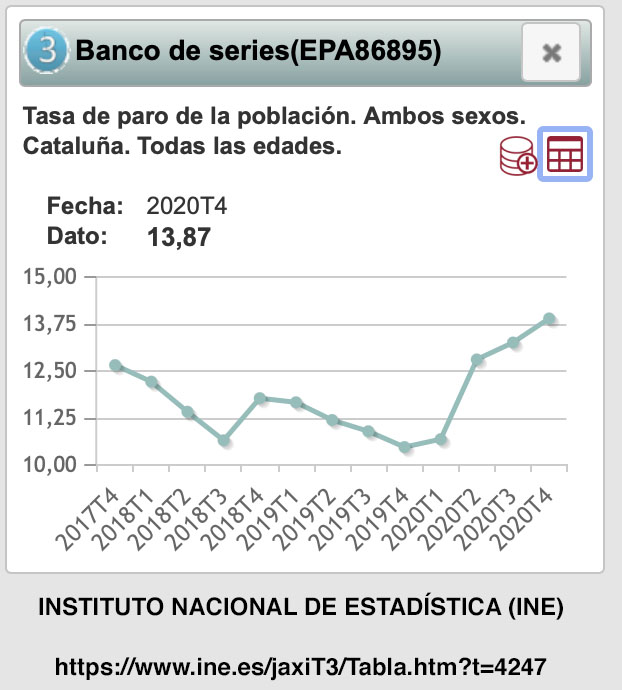
Atur a Catalunya de l'any 2017 a l'any 2020. Font: INE
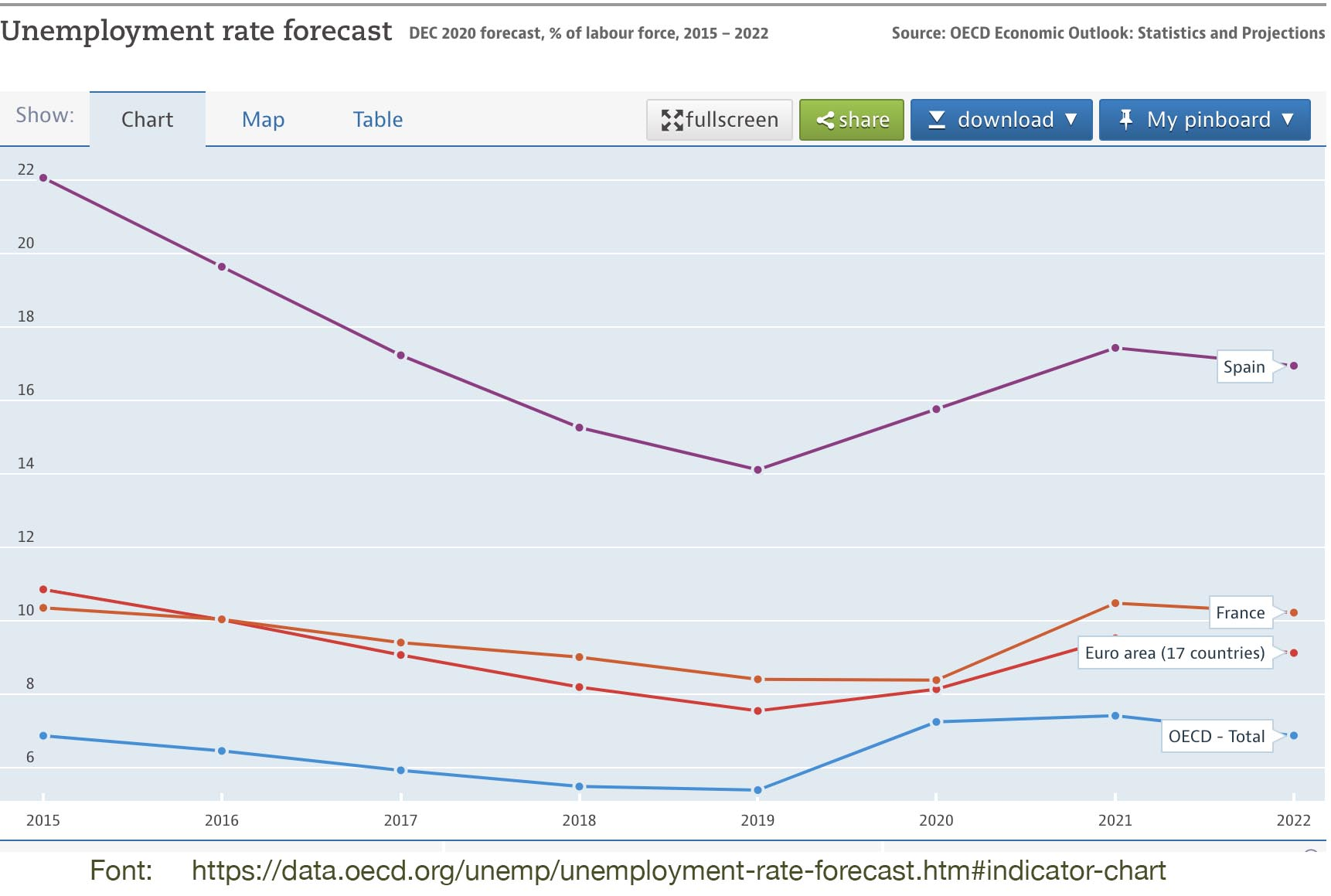
Percentatge d'atur previst per l'OCDE per Espanya i altres països fins a l'any 2022

## La política, l'economia i el treball
Al llarg de la història trobem el treball que es feia per la pròpia subsistència i el treball que feien els esclaus, que rebien l'habitatge o altres avantatges en compensació. El que feien els artesans per elaborar eines, armes, terrissa, vestimenta, construcció, joieria, etc. es compensava econòmicament a la barata, o amb les monedes que hi hagués. El canvi radical va arribar quan es va desenvolupar l'agricultura, que s'inicià en l'etapa de recol·lecció, aproximadament al segle xviii dC fins que va haver-hi excedents de producció.
De manera similar es va desenvolupar la ramaderia, inicialment amb la pastura, que era una activitat de les classes més modestes. La pesca va aparèixer posteriorment, primer en rius i llacs. A l'edat mitjana la caça era predomini de la noblesa.
A causa de la millora de les tècniques i l'acumulació de productes resultants, els intercanvis i el comerç obligà a la creació de monedes al segle VIII dC i imposà una reglamentació dins el codi civil romà que, sobre el treball, tan sols declara els drets a l'esclavatge en determinades circumstàncies. Aquests instruments es mantingueren, modificaren i adaptaren durant l'època carolíngia. En l'etapa posterior del feudalisme, les regles, normes, lleis i judicatura en matèries laborals eren formulades i aplicades per la mateixa noblesa propietària i eren obligades pels treballadors, petits propietaris, pagesos i artesans. El progressiu distanciament dels comtes respecte de la població treballadora va posar en mans dels nobles els instruments normatius i judicials.
Locke va considerar que el resultat del treball és propietat indiscutible de qui el fa, així com en la part del treball comunitari que hagi fet cada individu. Quan es considera el fruit del treball com propietat privada del treballador és necessari tenir en compte el camp o àmbit on s'ha fet, els mitjans empleats (propis o socials) així com l'usdefruit sigui individual o col·lectiu. Un cas particular és la propietat del treball intel·lectual o artístic (de creació o de representació) i sobre la defensa d'aquests drets de propietat hi ha organismes com la SGAE, l'AISGE i l'AIE. Actualment, a causa de l'especialització i l'atomització que imposa la divisió del treball aquest sentiment de propietat queda disminuït a unes poques ocupacions com l'artística, els esports, l'artesania i la investigació.
L'economista francès Thomas Piketty apunta les desigualtats que es deriven dels diferents tractes en la redistribució (directe, en salaris o redistribució per fiscalitat) que el capital té respecte al treball.
A Catalunya, segons les dades publicades per l'IDESCAT, el producte interior brut total l'any 2019 va ser de 250.597 €, el 68% del qual va ser aportat pel sector serveis (primer lloc).
La política-model econòmic que al segle XXI hi ha a Catalunya rau notablement en els serveis de poc valor afegit. Les polítiques estatals que afavoreixen la immigració amb nivell educatiu bàsic fent que es compensi en bona part la baixa de natalitat, resultant en un canvi important en l'estructura social, amb importants impactes en l'idioma, els serveis sanitaris, el sector educatiu, entre altres amb importants costs al sector públic.

### El Liberalisme i el Capitalisme
El liberalisme és una filosofia que defensa la llibertat individual tan en les relacions socials com en les relacionades amb el treball. El liberalisme és favorable a la reducció de les regulacions que imposa cada Estat en considerar que són improductives en limitar la lliure empresa i l'emprenedoria. En la dicotomia capital/treball el liberalisme qualifica al capital com la font de la riquesa i la prosperitat sense comportar esforç ni penalitats. El capitalisme, a l'emparar la disminució d'impostos i d'aranzels, el lliure mercat, l'anul·lació o minimització de la seguretat social, és el sistema econòmic que dona com a resultat l'increment de les desigualtats en la societat. Diversos autors teoritzen sobre aquesta visió: Adam Smith, Friedrich Hayeck, David Ricardo, John Stuart Mill, Milton Friedman, entre d'altres.
La doctrina «liberal capitalista» (Estat amb les mínimes regulacions i ajudes imprescindibles per evitar a ciutadans caure en la misèria) fins a l'altre extrem, el socialisme comunista d'estat (l'Estat amb la pràctica totalitat d'atribucions i regulacions) hi ha un ample ventall d'opcions. L'Església hi ha entrat per proposar el que es coneix com a socialdemocràcia - democràcia cristiana. Això apareix en les encícliques seves encícliques "Rerum Novarum" i "Quadragèssimo Anno" publicades durant els papats de Lleó XIII i Pius XI en les que es vol apartar els treballadors tant de la lluita de classes com de l'explotació a què el lliure mercat els pot sotmetre. També es proposa restringir la propietat privada del producte del treball pel seu ús social i per la utilització de mitjans aliens al treballador o al propietari industrial.
El neofeudalisme o versió actualitzada del feudalisme medieval, denota l'increment de la diferència entre els més rics i els més pobres. El capitalisme tendeix a la política monopolística de grans empreses que poden establir relacions amb Estats en termes d'igualtat obtenint tractes especialment beneficiosos dels Estats que volen les inversions d'aquests gegants en matèries primeres o productes tecnològics: Apple, Alphabet (Google), Amazon, Facebook, Microsoft, etc. que Jodi Dean qualifica de senyors neofeudals.

#### Ètica del treball
Segons indica Kathi Weeks (dins del protestantisme anglosaxó) es presenta una antinòmia entre el desig de les noves generacions d'independitzar-se econòmicament i cercar un lloc de treball que, quan se n'aconsegueix un, es passa a l'estat de submissió jeràrquic present en el treball assalariat. Tal com Weeks indica en el llibre citat, per Nona Y. Glazer l'escolarització té com a objectiu principal la inserció dels alumnes en el món laboral, és a dir, preparació per treballar. Moltes tasques o feines prometen satisfer el desig del treballador d'associar-se a un determinat estil de vida o d'ocupar un lloc al món, reconegut per altri.
Quan aquesta idea pren formes exagerades fent que una persona es vinculi al seu lloc de treball de forma religiosa, amb una vinculació obsessiva. En llengua anglesa se'n diu Workism (treballisme). Quan s'hi afegeix la incertesa existent en el món econòmic, polític i empresarial des de les crisis bancàries recurrents dels anys 2008-2010 i l'epidèmia Covid-19 (any 2020) s'expandeix a cada esperança sobre el futur de cada lloc de treball. El "treballisme" tracta el treball no únicament amb la finalitat de subsistència econòmica sinó amb el sentit de cumplir amb el compromís amb la comunitat, amb el fi de formar la pròpia identitat, de donar sentit a la pròpia vida de la persona treballadora. El gran perill resultant arriba en el cas de perdre el lloc de treball.

### Seguretat i previsió social
A l'època de l'Imperi Romà ja es legislaren uns beneficis per afavorir el manteniment de la producció de determinats béns imprescindibles per a l'Imperi. Entre aquests béns hi havia els forners que feien el pa, els mariners, els guaridors i altres. Es fomentava la confraternitat amb ajudes mútues davant la malaltia i la mort amb aportacions voluntàries, incloent els patrons. Fins al segle iii aquests ciutadans s'alliberaven de pagar alguns impostos i a no ser obligats a entrar a la milícia i aquesta formulació era respectada i lliure de condicionaments polítics de l'època. També se'ls impedia d'abandonar el seu ofici. Al Codi Teodosià se'n deien col·legis, (del llatí collegium, conjunt de col·legues, associació) i posteriorment la utilització del terme es va ampliar a mutualitat, confraries, gremis, sindicats, montepios, etc. alguns dels quals existeixen actualment a Catalunya amb algun tipus de col·laboració operativa i econòmica amb l'Estat espanyol, que pot diferir segons les transferències que tingui assignades cada comunitat autònoma.
Amb el Cristianisme es varen mantenir aquestes ajudes recíproques dels col·legis seguint el model de Roma. La component religiosa es va manifestar principalment en les confraries que a Catalunya s'iniciaren al segle XII com associacions de professionals del sector agrícola. Els col·legis professionals —metges, advocats, arquitectes, enginyers, economistes i altres— s'han mantingut i donen protecció jurídica als associats, els quals només poden exercir la professió legalment si en són membres. Els gremis (comerciants, menestrals, artesans) també s'ocupen de la defensa corporativa dels seus associats, en exclusivitat des dels seus inicis, que es manté actualment en determinats casos en que només es pot obrir un establiment si el col·legi professional corresponent ho permet.
Els beneficis que aquestes associacions proveeixen als treballadors van des de l'assistència jurídica i la relació amb l'estament patronal fins a les ajudes a familiars de treballadors en cas d'accident o de defunció, passant per l'organització a les mateixes estructures, obtenció de fons, ajudes econòmiques a la viudetat, creació de centrals de compres pel consum familiar, etc. També, des del seu inici, hi ha subvencions i aportacions de l'estament patronal o estatal com la Seguretat Social, les mutualitats laborals, els col·legis professionals i les empreses de prevenció de riscos laborals, entre d'altres.

## Divisió del treball
Es coneix com a divisió del treball la fragmentació en l'organització de les ocupacions o tasques, bé pel tipus de treballador o bé en àmbits particulars d'especialització. Quan la divisió del treball se centra en el tipus de treballador pel seu gènere, raça, o altra condició aliena a l'objectiu de l'ocupació es cau en una discriminació antisocial. Quan la divisió del treball té com a objecte d'especialització, la conseqüència és l'augment de la productivitat i també de la qualitat i dels coneixements sobre el producte resultant. També té com a efecte sotmetre al subjecte treballador a fer tasques repetitives, rutinàries i escassament agradables per mor d'eliminar possibles errors i augmentar la productivitat disminuint la satisfacció del treballador. La divisió del treball aplica a diversos escenaris com el treball col·laboratiu, el treball en xarxa, l'enginyeria concurrent, el treball en equip, etc. En determinats casos l'especialització per gènere és inevitable com és en la reproducció humana la qual vincula necessàriament les dones.
L'especialització de la producció en l'artesania i en els treballs de supervivència comportava que quan a uns habitants els feia falta un material que no podien obtenir en el seu àmbit o en els mercats físicament propers, l'havien de fer ells mateixos. Posteriorment, la millora del transport i de les vies de comunicació varen facilitar l'obtenció de productes que fabricaven altres. El pa necessita un agricultor amb eines (l'arada, dalles, tractors, etc.) i també necessita teixidors de sacs pel gra, terrissaires per contenidors, comercials, constructors de sitges, transportistes amb carros o barques, moliners, forners, etc.
Actualment, totes aquestes tasques encadenades s'agrupen en una, específica, que coneixem com la cadena de subministrament que connecta la producció inicial amb el petit comerç, al final de la cadena. Al segle xx va sorgir la compra per catàleg i avui la tecnologia facilita les compres per via telemàtica (Internet) i es pot rebre el material per missatgeria presencial, robotitzada o una combinació de les dues. L'actual tendència en divisió del treball comporta menys etapes i cada etapa comporta més especialització en eines com la intel·ligència artificial per millorar la productivitat i disminuir els costs.

#### La divisió del treball pel gènere
En la reproducció humana les dones assumeixen tasques sense compensació monetària. Altres tasques sense compensació, també econòmica, en les que les dones tenen una presència majoritària (aprovisionament i alimentació, atenció i cura a gent d'edat avançada, voluntariat, etc.) no aporten el prestigi social que tenen les que tenen remuneració dinerària. Com a exemple, les mateixes tasques, quan són remunerades, les exerceixen majoritàriament els homes. Aquest conflicte ètic impacta negativament la percepció social del treball de les dones.
Les tasques que fan les dones, des del món de les Forces Armades a treballs en la sanitat i hospitals, han d'oferir eines, vestimenta, horaris, formació, etc. que permetin que els llocs de treball i els útils usats s'adaptin al món i punts de vista femenins.

## Competència laboral
La competència laboral es defineix com la capacitat efectiva per dur a terme amb èxit una activitat laboral plenament identificada. Aquest concepte sorgeix als anys vuitanta als països industrialitzats i pren força perquè és considerada com l'alternativa de major pertinència per capacitar la mà d'obra requerida per l'accelerat i constant canvi en les estructures productives mundials. La capacitació a través de l'enfocament de competències laborals garanteix la inserció contínua i ràpida al mercat de treball; l'efecte directe d'aquesta inserció és la reformulació de la relació educació-treball. En els anys noranta el concepte arriba a Amèrica Llatina com a opció viable de formació i de desenvolupament.
Pel canadenc Marshall McLuhan, la divisió del treball va crear l'especialització amb una exposició crítica en referència a l'obra El rei Lear de W. Shakespeare. L'especialització comporta subseqüentment la subcontractació. La divisió del treball també implica la divisió del coneixement.
Per augmentar la productivitat, l'enginyer i analista d'organitzacions estatunidenc Frederik W. Taylor va establir les tasques en elements seguint un mètode per aprofitar millor els coneixements i habilitats particulars de cada operari. Aquestes normes es varen aplicar en manufactura, però també es podien aplicar en qualsevol servei. El taylorisme no es relaciona amb les compensacions salarials i es va implantar en la producció en cadena en manufactura industrial.

## Invents i innovació
Tots els invents varen repercutir i segueixen repercutint en el treball, directament o indirectament. Començant per la roda, l'arada, la terrisseria, l'escriptura, la brúixola, l'àncora, la impremta, el crèdit i els bancs, la màquina de vapor, la bombeta elèctrica, les fibres químiques, l'automòbil i el treball en cadena, el telèfon i les següents radiotelecomunicacions, les màquines electrodomèstiques, l'ordinador, el www, l'internet de les coses, la píldora anticonceptiva i molts d'altres.

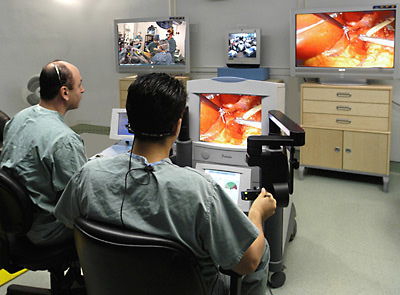
Teletreball en cirurgia, any 2018

La desmotadora de cotó, inventada als EUA l'any 1793, va permetre minimitzar el treball manual necessari per proveir les fàbriques de filatures de cotó. Moltes persones que feien aquestes tasques manualment varen haver de deixar el seu lloc de treball i anar a la recol·lecció d'extenses plantacions de cotó als EUA. Amb la gran producció de cotó i amb aquest invent les filatures varen augmentar la producció exponencialment i es van abaratir els teixits de cotó, tant als EUA com seguidament a la Gran Bretanya i a Catalunya. L'impacte d'aquest invent (any 1820) en el tèxtil va facilitar el canvi de l'era de la manufactura a l'era de la fabricació. Entre els efectes d'aquest canvi destaca la difusió a Catalunya de les màquines tèxtils automàtiques, anomenades selfactines (de l'anglès, self acting) amb acomiadaments massius de teixidores i teixidors de les fàbriques i les consegüents protestes i revoltes com el conegut com a conflicte de les selfactines a la ciutat de Barcelona l'any 1854. Aquest conflicte es va estendre al tèxtil de tot Catalunya. A la Gran Bretanya varen sorgir els luddites, que destruïen maquinària dins les fàbriques tèxtils, que també es va fer a Catalunya.
També s'ha de notar que l'increment de població va requerir l'augment del consum de productes com els vestits i aliments, de tal manera que l'ocupació no es va reduir sinó que es va diversificar i va augmentar absorbint l'augment de població en edat laboral. La implantació de nova maquinària i de noves tècniques en la producció de béns i de manufactura industrial feia reduir l'esforç físic i mental simplificant i especialitzant les tasques com es va produir a la fàbrica d'automòbils Ford, als EUA, aplicant el que es coneix com a treball en cadena. Això va augmentar la necessitat de mà d'obra amb poca qualificació. Hi ha exemples de modernització dels processos productius en què s'implanta el que es coneix com a modernització reflexiva, estudiat per autors com Alain Touraine, Ulrich Beck, Anthony Giddens i per Sergio Sandoval Godoy, en una tesi particular sobre una fàbrica de Ford Motor Company a Hermosillo, Mèxic.

## Organismes i legislació
El compliment de l'harmonització de normes de salut i protecció dels treballadors a la Unió Europea va comportar la legislació sobre la protecció dels riscos laborals. També varen sorgir noves empreses d'inspecció sobre el compliment de la normativa; anteriorment aquest compliment era sota la responsabilitat del Ministeri de Treball.
L'article 35 de la Constitució espanyola de 1978 declara el dret i el deure de treballar amb una remuneració suficient i sense discriminació per sexe. En altres articles d'aquesta llei es declara que no es permeten els treballs forçats a la població reclusa i es garanteix el treball remunerat, es reconeix el dret a la vaga i la seguretat i la higiene en el treball i la salvaguarda dels drets dels treballadors espanyols a l'estranger.
L'Estat calcula el salari mínim interprofessional (SMI) i l'indicador públic de renda d'efectes múltiples (IPREM) en cada any.
La Carta dels drets fondamentales de la Unió Europea (any 2012) legisla sobre uns valors comuns respecte a la dignitat en el treball, com per exemple les condicions justes i equitatives per evitar existeixin el que es coneix com a treballadors pobres (en anglès working poor) que no poden evitar treballs que no els permeten sortir de la pobresa. Segons la OIT (Organització Internacional del Treball, en anglès, LIO) l'any 2019 el 13,2% de treballadors a Espanya eren ‘treballadors pobres’.
L'OIT (Organització Internacional del Treball, en anglès ILO) va ser creada l'any 1919, després de finalitzada la Primera Guerra Mundial, amb l'objectiu de promoure el treball digne per homes i dones. Forma part de l'ONU. Els Estats participants acorden normatives i polítiques que es comprometen a seguir sobre el treball. A la seva seu d'Internet hi ha una pàgina amb dades estadístiques per països amb normes, publicacions, legislació i altra informació.
Els treballadors en activitats laborals com les arts escèniques i espectacles, els esportistes professionals, els treballadors de la mar, els autònoms i totes les especialitats, amb les normatives particulars i serveis corresponents es poden consultar en línia al Codi Laboral mencionat a l'apartat «Vegeu també».
L'Estatut dels treballadors és la llei que especifica els contractes d'aprenentatge, duració màxima dels contractes per obra, les indemnitzacions per acomiadament, etc., entre altres qüestions.
El Tractat de funcionament de la Unió Europea parla de la política social i els drets en matèria laboral pels estats membres, sobre igualtat, seguretat, etc. En el document Empleo y política social de la Unió es pot consultar l'índex sobre legislació, informació, estadístiques laborals europees, etc.
L'Organització de Cooperació i Desenvolupament Econòmic (OCDE i en anglès OECD) és una organització d'estats europeus de suport a les economies de mercat per afavorir el desenvolupament econòmic a la UE.

## Vejeu també
- Fluxos en el mercat de treball a Catalunya Arxivat 2021-04-14 a Wayback Machine., 4t trimestre any 2020, IDESCAT, en català.
- INSTITUTO NACIONAL DE ESTADÍSTICA, INE. Anys 2019 - 2020, en castellà.
- Código laboral y de la Seguridad Social 2018, en català.
- Constitució espanyola de 1978, en català.
- Organització Internacional del Treball, amb dades sobre Espanya, en castellà.
- World Economic Forum Arxivat 2021-04-14 a Wayback Machine., en anglès.
- Informe 2020 sobre el futur de l'ocupació (The Future of Jobs Report 2020, en anglès)
- Protecció de la seguretat i la salut dels treballadora la UE, en català.
- Estudis de l'economia del treball a Espanya Ministeri de Treball i Seguretat Social (1985) en castellà.
- Teoría de la modernización reflexiva, Ulrich Beck, 1996, ISBN 84-7658-466-0, p. 223-266, en castellà.
- L'economia de les desigualtats, Thomas Piketty, 2014, ISBN 978-84-297-7334-7, en català.
- Contracte de zero hores. Anna Ginès. Revistes Catalanes amb Accés Obert, RACO, en català.
- Panorama econòmic a Espanya i estadístiques OECD (Organisation for Economic Co-Operation and Development.)
- Management científico. F.W. Taylor, 1970, ISBN 9788428101141, OIKOS-TAU, en castellà.
- Les ocupacions millor posicionades en el mercat de treball a Catalunya Arxivat 2021-04-14 a Wayback Machine. desembre 2020.